# クビワコウモリ
クビワコウモリ（首輪蝙蝠、Eptesicus japonensis）は、哺乳綱コウモリ目（翼手目）ヒナコウモリ科クビワコウモリ属に分類されるコウモリ。オオコウモリ科のクビワオオコウモリと混同しないよう注意。

## 分布
日本固有種。種小名japonensisは「日本産の」の意。
石川県、岐阜県、埼玉県、静岡県、栃木県、富山県、長野県、福島県、山梨県で発見例がある。1989年に乗鞍高原で繁殖集団の発見例があり、野麦峠周辺でも繁殖している可能性がある。

## 形態
体長5.5-6.5センチメートル。尾長3.5-4.3センチメートル。前腕長3.8-4.3センチメートル。体重8-13グラム。体色は黒褐色で、上毛の先端は薄褐色や白だが金属光沢がある個体もいる。頸部の毛衣がやや薄色で、輪状に見えることが和名の由来になっている。

## 分類
1951年に初めて、1953年に2例目が共に長野県で採集されて以降、1970年に富士山（1979年にも採集例あり）で採集されるまで採集例がなかった。

## 生態
夜行性で、日没後に飛翔して採食を行い日没前には隠れ家に戻る。昼間は樹洞、壁板の下や屋根裏などで休む。乗鞍高原の家屋で発見された繁殖集団は100頭以上の群れを形成していた。冬季の観察例はないが、晩秋から冬眠すると考えられている。
メスのみで群れを形成し出産・保育を行う。初夏に1回に1匹の幼獣を産むと考えられている。生後1か月で飛翔できるようになる。

## 種の保全状態評価
森林伐採や湿地開発による生息地の破壊などにより、生息数が減少していると考えられている。
絶滅危惧II類 (VU)（環境省レッドリスト）